# Antonio Martínez Teixidó
Antonio Martínez Teixidó (Saragossa, 1933) és un militar aragonès, actualment en la reserva, que ha estat Capità general de la Regió Pirinenca Oriental (que engloba els càrrecs de capità general de Catalunya i d'Aragó) de 1993 a 1997.
En 1954 es va graduar a l'Acadèmia General Militar. Es va diplomar a l'Escola d'Estat Major i al Command and General Staff College de Fort Leavenworth (Estats Units). També s'ha graduat en Alts Estudis Militars al Centre Superior d'Estudis de la Defensa Nacional (CESEDEN) i és especialista en criptografia i suport aeri.
Inicialment fou destinat a l'Estat major de la Capitania general de les Illes Balears, però després fou nomenat agregat militar a l'ambaixada espanyola a Portugal. Un cop ascendit a coronel, fou agregat militar a l'ambaixada espanyola a la República Federal d'Alemanya, Àustria, Suïssa i Marroc. Quan ascendí a general de divisió fou agregat a la VI Regió Militar. En 1989 fou nomenat vocal del Tribunal Militar Central. De 1991 a 1993 fou governador militar de Madrid. El desembre de 1993 fou ascendit a tinent general i nomenat General Cap de la Regió Militar Pirinenca Oriental que agrupava les antigues Capitanies Generals de Catalunya i Aragó. Va ocupar el càrrec fins l'11 de juny de 1997, quan va passar a la reserva. Posteriorment ha estat vocal del Consell Assessor i Consultiu del Ministeri de Defensa d'Espanya per a afers relacionats amb la consciència de Defensa.

## Obres
- Enciclopedia del arte de la guerra (Planeta, 2001) ISBN 8408038532